# سنتز استواستیک استر
سنتز استواستیک استر (به انگلیسی: Acetoacetic ester synthesis) یک واکنش شیمیایی است که در آن اتیل استواستات در موقعیت کربن آلفا به دو گروه کربونیل آلکیله شده و سپس به یک کتون یا به طور خاص یک استون آلفا-استخلافی تبدیل می شود. این واکنش شباهت بسیاری به سنتز مالونیک استر دارد.